# عبدالرضا اکبری
عبدالرضا اکبری (زاده ۱۴ فروردین ۱۳۳۲) بازیگر اهل ایران است. او پدر پندار اکبری بازیگر است.
شروع فعالیت اکبری در تئاتر در سال ۱۳۴۷ بوده است. وی کار خود را در نمایش‌های تلویزیونی از سال ۱۳۶۰ شروع کرد و در سال ۱۳۶۳ با شرکت در فیلم سینمایی زندان دوله تو به عالم سینما قدم نهاد.

## زندگی
عبدالرضا اکبری در چهاردهم فروردین ماه سال ۱۳۳۲ در کرمان متولد شد و تحصیلات مقدماتی خود را در تهران سپری کرد. از سن ۱۶ سالگی جذب کانون پرورش فکری کودکان و نوجوانان شد و به اتفاق دوستانش در سال ۱۳۴۷ گروه تئاتر موسوم به گروه تئاتر نجف آباد را تأسیس کردند.
اولین مربی آنها داریوش مؤدبیان بود و بعدها بهزاد فراهانی این سمت را به‌عهده گرفت. فعالیت آنها تا سال ۱۳۶۰ ادامه پیدا کرد و با انحلال گروه به تلویزیون آمد. او در چندین تله تئاتر شرکت کرد و از این طریق به سینما راه یافت و توانست در بسیاری از فیلم‌ها و سریال‌های تلویزیونی به ایفای نقش بپردازد.

## گزیدهٔ آثار

### سینما
- در سایه مادر (۱۳۹۲)
- لبخند خدا (۱۳۹۲)
- رهاتر از دریا (۱۳۸۹)
- فرزند صبح (۱۳۸۹)
- ایستگاه بهشت (۱۳۸۵)
- اخراجی‌ها (۱۳۸۵)
- ابجد (۱۳۸۱)
- روز کارنامه (۱۳۸۱)
- تو آزادی (۱۳۷۹)
- سمفونی تاریک (۱۳۷۹)
- دختری با کفش‌های کتانی (۱۳۷۷)
- ساغر (۱۳۷۶)
- سرعت (۱۳۷۵)
- بازی با مرگ (۱۳۷۴)
- قانون (۱۳۷۴)
- روز شیطان (۱۳۷۳)
- آن‌ها هیچ‌کس را دوست ندارند(۱۳۷۲)
- پناهنده (۱۳۷۲)
- زیر سایه کنار (۱۳۷۲)
- مأموریت آقای شادی (۱۳۷۱)
- مستأجر  (۱۳۷۱)
- آقای بخشدار (۱۳۷۰)
- آخرین پرواز  (۱۳۶۸)
- صنوبرهای سوزان (۱۳۶۸)
- فانی (۱۳۶۸)
- کانی مانگا (۱۳۶۶)
- مکافات (۱۳۶۶)
- اتاق یک (۱۳۶۵)
- بی‌پناه (۱۳۶۵)
- جدال در تاسوکی (۱۳۶۵)
- زندان دوله تو (۱۳۶۳)

### تلویزیون
| سال       | نام                              | سمت      | کارگردان                              | توضیحات                                             |
| --------- | -------------------------------- | -------- | ------------------------------------- | --------------------------------------------------- |
| ۱۴۰۱      | آتش سرد                          | بازیگر   | رضا ابوفاضلی                          | شبکه ۲                                              |
| ۱۴۰۰      | فیلم ۲۷ برج                      | بازیگر   | سامان مرادحسینی                       | شبکه ۱                                              |
| ۱۴۰۰      | بچه‌مهندس ۴                       | بازیگر   | احمد کاوری                            | شبکه ۲                                              |
| ۱۳۹۶      | آنام                             | بازیگر   | جواد افشار                            | شبکه ۳                                              |
| ۱۳۹۶      | شکوه یک زندگی                    | بازیگر   | رضا بهشتی                             | شبکه ۲                                              |
| ۱۳۹۴–۱۳۹۵ | معمای شاه                        | بازیگر   | محمدرضا ورزی                          | شبکه ۱/ در نقش فضل‌الله زاهدی                        |
| ۱۳۹۴      | شیوع                             | بازیگر   | محمود معظمی                           | شبکه ۱                                              |
| ۱۳۸۸      | تله‌فیلم «مهمان حبیب خداست»       | بازیگر   | حسین قاسمی جامی                       |                                                     |
| ۱۳۸۸      | دلنوازان                         | بازیگر   | حسین سهیلی‌زاده                        | شبکه ۳                                              |
| ۱۳۸۸      | تله‌فیلم «یازده دقیقه و سی ثانیه» | بازیگر   | بهروز افخمی                           | در نقش «سید روح‌الله خمینی» / شبکه ۳                 |
| ۱۳۹۱–۱۳۸۷ | عملیات ۱۲۵                       | بازیگر   | بهروز افخمی محمدرضا آهنج مسعود آب‌پرور | شبکه تهران                                          |
| ۱۳۸۴      | روزهای اعتراض                    | بازیگر   | حسین سهیلی‌زاده                        |                                                     |
| ۱۳۸۴      | راز ققنوس                        | بازیگر   | نادر مقدس                             |                                                     |
| ۱۳۸۱      | جستجو در شهر                     | بازیگر   | حسن هدایت                             |                                                     |
| ۱۳۸۰      | پرونده‌های مجهول                  | بازیگر   | جمال شورجه                            | شبکه ۲                                              |
| ۱۳۷۹      | بازگشت به زندگی                  | بازیگر   | سیداحمد پایداری                       |                                                     |
| ۱۳۷۷      | تولدی دیگر                       | بازیگر   | داریوش فرهنگ                          | شبکه ۲                                              |
| ۱۳۷۷      | دوست                             | کارگردان | عبدالرضا اکبری                        | هر روز ظهر در برنامه سیمای خانواده شبکه ۱ پخش می‌شد. |
| ۱۳۷۷      | مادر                             | کارگردان | عبدالرضا اکبری                        | هر روز ظهر در برنامه سیمای خانواده شبکه ۱ پخش می‌شد. |
| ۱۳۷۶      | تله‌فیلم «زندگی با حفظ سمت»       | بازیگر   | مسعود ریاعی                           | شبکه جهانی سحر                                      |
| ۱۳۷۶      | شن‌های کف رودخانه                 | بازیگر   | یوسف سیدمهدوی                         | شبکه ۳                                              |
| ۱۳۷۶      | جادهٔ ابریشم ۲۰۰۰                 | بازیگر   | مسعود نوابی                           |                                                     |
| ۱۳۷۶      | همه فرزندان من                   | بازیگر   | محمد دستگردی                          | شبکه ۱                                              |
| ۱۳۷۵      | دشمن                             | کارگردان | عبدالرضا اکبری                        | شبکه ۱                                              |
| ۱۳۷۴      | بازی با مرگ (مزد ترس ۲)          | بازیگر   | حمید تمجیدی                           | شبکه ۲                                              |
| ۱۳۷۴      | زمزمه محبت                       | کارگردان | عبدالرضا اکبری                        | هر روز ظهر در برنامه سیمای خانواده شبکه ۱ پخش می‌شد. |
| ۱۳۷۳–۱۳۷۲ | باغ گیلاس                        | بازیگر   | مجید بهشتی                            | شبکه ۱                                              |
| ۱۳۷۲      | لبخند زندگی                      | بازیگر   | محمد دستگردی                          | شبکه ۱                                              |
| ۱۳۷۱      | روزگار وصل                       | بازیگر   | مسعود رشیدی                           | شبکه ۱                                              |
| ۱۳۷۰–۱۳۷۱ | مزد ترس (قابیل)                  | بازیگر   | حمید تمجیدی                           | شبکه ۲                                              |
| ۱۳۶۹      | همراهان                          | بازیگر   | ؟                                     |                                                     |
| ۱۳۶۸      | تله‌فیلم «خرچنگ»                  | بازیگر   | حسین پهلوان‌نشان                       | به سفارش کمیتهٔ انقلاب اسلامی                        |
| ۱۳۶۴      | پیر وفا (تاریخ اسلام)            | بازیگر   | مجتبی یاسینی                          | کارگردان تلویزیونی: «بیژن صمصامی»                   |
| ۱۳۶۳      | طالب                             | کارگردان | عبدالرضا اکبری                        | شبکه ۱                                              |